# Elisabeth Kaza
Pour les articles homonymes, voir Kaza.
Elisabeth Kaza (dite aussi Elisabeth Kahson), née le 9 mai 1924 à Kaposvár et morte le 4 janvier 2004 à  Paris 13e est une actrice française d'origine hongroise.

## Biographie
Née en Hongrie dans une famille d’origine juive convertie au protestantisme, Élisabeth Kasza connait l’errance de la déportation à Auschwitz-Birkenau en 1944. Son père y est assassiné dès son arrivée en juin. Élisabeth est ensuite séparée de sa mère qui y meurt en octobre, puis transférée successivement aux camps de Bergen-Belsen, Duderstadt et Terezin. Libérée en 1945, elle veut émigrer aux USA et en est empêchée par la police. Elle fuit la Hongrie et arrive en France en 1949.

## Comédienne
Elle suit les cours de Raymond Gérôme. Elle commence sa carrière d’abord au théâtre puis au cinéma et à la télévision, en France et à l’étranger, en particulier en Italie.

## Filmographie

### Cinéma
- 1975 : La Bête de Walerian Borowczyk : Virginia Broadhurst
- 1975 : Rosebud d'Otto Preminger
- 1976 : Mr. Klein de Joseph Losey
- 1979 : Les Chiens d'Alain Jessua : première invitée
- 1979 : La Terre au ventre de Tony Gatlif : la mère
- 1983 : Et vogue le navire... de Federico Fellini
- 1984 : Le Fou du roi d'Yvan Chiffre : dame Clarisse
- 1984 : Nuits secrètes de William Hale : l'infirmière avorteuse
- 1988 : Bernadette (film, 1988) de Jean Delannoy : la mère Vauzou
- 1987 : Accroche-cœur de Chantal Picault : la mère de Léo
- 1988 : La Maison du sourire de Marco Ferreri : Esmeralda
- 1990 : La Putain du roi d'Axel Corti : la comtesse Trevie
- 1995 : JLG/JLG, autoportrait de décembre  de Jean-Luc Godard
- 1995 : Castle Freak de Stuart Gordon : Agnese
- 1995 : Les Apprentis de Pierre Salvadori : grand-mère de Benoît
- 1995 : Jefferson à Paris   de James Ivory : joueuse de cartes
- 2000 : Le Monde à l'envers : la mère de Yann
- 2000 : Mamirolle de Brigitte Coscas : Mamy
- 2001 : Malraux, tu m'étonnes ! de Michèle Rosier : Adrienne Malraux
- 2003 : La Fenêtre d'en face de Ferzan Ozpetek : la patronne du magasin
- 2003 : Dans le rouge du couchant d'Edgardo Cozarinsky : la comtesse von Mariassy
- 2004 : Frères : Yvonne, la mère
- 2004 : L'Enquête corse d'Alain Berberian : Josepha
- 2004 : Le Quattro porte del deserto d'Antonello Padovano : Sorcière

### Télévision
- 1974 : Ardéchois cœur fidèle : madame Salembière
- 1978 : Les Brigades du Tigre
- 1979 : Les Quatre Cents Coups de Virginie de Bernard Queysanne
- 1981 : L'Ensorcelée : La Clotte
- 1981 : Au bon beurre : Mme Le Grandier de La Ravette
- 1982 : Médecins de nuit de Gérard Clément, épisode : Le Groupe rock (série télévisée)
- 1984 : Les Ferrailleurs des Lilas
- 1993 : Les Grandes Marées : Sarah Shulmann
- 1993 : Le Château des oliviers : Apolline